# Stefania riveroi
Stefania riveroi är en groddjursart som beskrevs av Señaris, Ayarzagüena och Stefan Gorzula 1997. Stefania riveroi ingår i släktet Stefania och familjen Hemiphractidae. IUCN kategoriserar arten globalt som sårbar. Inga underarter finns listade i Catalogue of Life.